# Oratorio della Madonna di Montenero
L'oratorio della Madonna di Montenero è un edificio religioso situato al Lago Boracifero, presso la fattoria del Lago, nel comune di Monterotondo Marittimo in provincia di Grosseto.

## Descrizione
Fu edificato in onore di questa venerata immagine della "Mater Etruriae" da Francesco di Larderel nel 1853.
La chiesetta presenta un'aula unica, con copertura a botte decorata a lacunari foggiati in stucco. Le pareti hanno un repertorio ornamentale di tipo architettonico a finto marmo, con cartigli, oggetti liturgici e iscrizioni dipinte. Nella volta, un pittore ottocentesco ha raffigurato la Gloria di San Francesco.